# John Pratt (1. markiz Camden)

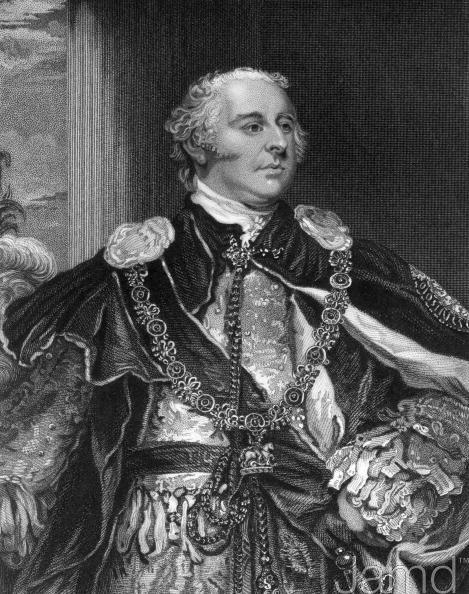
Lord Camden

John Pratt, właśc. John Jeffreys Pratt, 1. markiz Camden KG (ur. 11 lutego 1759 w Londynie, zm. 8 października 1840 w Seale w hrabstwie Kent), brytyjski arystokrata i polityk, minister w rządach Williama Pitta Młodszego, księcia Portland, Spencera Percevala i lorda Liverpoola.
Był jedynym synem Charlesa Pratta, 1. hrabiego Camden, i Elizabeth Jeffreys, córki Nicholasa Jeffreysa. Wykształcenie odebrał w Trinity College na Uniwersytecie Cambridge. Studia ukończył w 1779 r. W 1780 r. został wybrany do Izby Gmin jako reprezentant okręgu Bath. W 1780 r. został kasjerem Szachownicy i sprawował ten urząd do jego likwidacji w 1834 r. W latach 1786–1794 nosił tytuł grzecznościowy "wicehrabiego Bayham".
W latach 1782–1783 i 1783–1789 Bayham był lordem Admiralicji, a następnie w latach 1789–1792 lordem skarbu. Po śmierci ojca w 1794 r. odziedziczył tytuł 2. hrabiego Camden i zasiadł w Izbie Lordów. W 1795 r. został Lordem Namiestnikiem Irlandii. Nie lubił tego kraju i sprzeciwiał się równouprawnieniu katolików. Niepopularna polityka Camdena doprowadziła do wybuchu powstania w 1798 r. Po jego stłumieniu Camden podał się do dymisji. W 1799 r. otrzymał Order Podwiązki.
Camden powrócił do rządu w 1804 r. obejmując stanowisko ministra wojny i kolonii w drugim rządzie Pitta Młodszego. W 1805 r. został Lordem Przewodniczącym Rady i sprawował to stanowisko do upadku gabinetu w 1806 r. Ponownie był Lordem Przewodniczącym w gabinetach Portlanda i Percevala w latach 1807–1812 r. Kiedy w 1812 r. premierem został lord Liverpool, Camden pozostał w gabinecie jako minister bez teki, ale szybko zrezygnował i opuścił gabinet.
W 1812 r. otrzymał tytuły markiza Camden i hrabiego Brecknock. Od 1808 r. był Lordem Namiestnikiem Kentu. W 1834 r. został kanclerzem Uniwersytetu Cambridge. Zmarł w 1840 r. Był żonaty z Frances Molesworth. Tytuły parowskie odziedziczył ich najstarszy syn, George.